# Rosa Ramalho
Rosa Ramalho OSE, nombre artístico de Rosa Barbosa Lopes, (São Martinho de Galegos, 14 de agosto de 1888- São Martinho de Galegos, octubre 1977) fue una ceramista y figura emblemática de la alfarería tradicional portuguesa.

## Biografía
Rosa Ramalho nació el 14 de agosto de 1888 en la feligresía de São Martinho de Galegos (Concejo de Barcelos). Hija de un zapatero y de una tejedora, se casó a los 18 años con un alfarero y tuvo siete hijos. Aprendió a trabajar la arcilla desde muy joven pero interrumpió la actividad durante cerca de 50 años para cuidar de la familia. Solamente después de la muerte de su marido, y ya con 68 años de edad, retomó el trabajo con la arcilla y empezó a crear las figuras que la volverían famosa. Sus piezas simultáneamente dramáticas y fantasiosas, indicadoras de una imaginación prodigiosa, la distinguían de otros ceramistas y le han proporcionado una fama que ha cruzado fronteras.
A pesar de su obra prolija, el nombre de Rosa Ramalho se da a conocer gracias a António Quadros por medio de su crítica artística y su divulgación en los medios "cultos". Fue la primera ceramista en ser conocida individualmente por su propio nombre.
Su trabajo es continuado actualmente por su nieta Júlia Ramalho.

## Reconocimientos
El 14 de septiembre de 1964 recibió la medalla de "Las Artes al Servicio de la Nación", en la Feria de Artesanía Cascais y, diez días después, el premio al mejor conjunto de Figuración, en el Concurso de Artesanía de Barcelos.
En 1980, la Presidencia de la República de Portugal la nombró dama de la Orden de Santiago de la Espada.
En Barcelos, una escuela lleva su nombre.